# Copa de Confraternidad Escobar-Gerona
La Copa de Confraternidad Escobar-Gerona fue una competición de fútbol oficial, organizada por la Asociación del Fútbol Argentino (AFA) y la Asociación Uruguaya de Fútbol (AUF). Era disputada entre los equipos subcampeones de los torneos de Primera División de Argentina y Uruguay de la temporada en curso; debe su nombre a Adrián Escobar y Héctor Gerona, presidentes de la AFA y de la AUF, respectivamente, al momento de organizarse la competencia.
La ediciones de 1941 y 1942 fueron declaradas desiertas y por lo tanto, no tuvieron campeón. 

## Ediciones
| Año  | Ganador               | Resultado/s              | Finalista             | Sede                                                              |
| ---- | --------------------- | ------------------------ | --------------------- | ----------------------------------------------------------------- |
| 1941 | San Lorenzo           | 2-1, No disputada vuelta | Peñarol               | Estadio Centenario                                                |
| 1942 | Peñarol               | 4-1, No disputada vuelta | San Lorenzo           | Estadio Centenario                                                |
| 1945 | Boca Juniors Nacional | 1 - 2 2 - 3              | Nacional Boca Juniors | Estadio El Gasómetro, Buenos Aires Estadio Centenario, Montevideo |
| 1946 | Boca Juniors          | 3 - 2 6 - 3              | Peñarol               | Estadio Centenario, Montevideo Estadio El Gasómetro, Buenos Aires |

### Palmarés
| Equipo       | Títulos | Subtítulos |
| ------------ | ------- | ---------- |
| Boca Juniors | 2       | 0          |
| Nacional     | 1       | 0          |

### Ediciones incompletas
| Año  | Ganador               | Resultado/s | Finalista             | Sede                           |
| ---- | --------------------- | ----------- | --------------------- | ------------------------------ |
| 1941 | San Lorenzo Argentina | 2 - 1       | Peñarol · Uruguay     | Estadio Centenario, Montevideo |
| 1942 | Peñarol · Uruguay     | 4 - 1       | San Lorenzo Argentina | Estadio Centenario, Montevideo |

## Estadísticas

### Tabla histórica
Se contabilizan todos los partidos del torneo. Se indican con cursiva las ediciones truncas, en las que el equipo perdedor no se presentó al segundo partido, y que se discute si hubo "campeón" o no.
| Pos. | Equipo       | País      | Part. | Títulos | PJ | PG | PE | PP | GF | GC | DG | Puntos |
| ---- | ------------ | --------- | ----- | ------- | -- | -- | -- | -- | -- | -- | -- | ------ |
| 1    | Boca Juniors | Argentina | 2     | 2       | 4  | 3  | 0  | 1  | 13 | 9  | +4 | 9      |
| 2    | Nacional     | Uruguay   | 1     | 1       | 2  | 1  | 0  | 1  | 4  | 4  | 0  | 3      |
| 3    | Peñarol      | Uruguay   | 3     | 1       | 4  | 1  | 0  | 3  | 10 | 12 | -2 | 3      |
| 4    | San Lorenzo  | Argentina | 2     | 1       | 2  | 1  | 0  | 1  | 3  | 5  | -2 | 3      |